# (2510) Shandong
(2510) Shandong ist ein Asteroid des Hauptgürtels, der am 10. Oktober 1979 am Purple-Mountain-Observatorium in Nanjing entdeckt wurde.
Der Name des Asteroiden ist von der chinesischen Küstenprovinz Shandong abgeleitet.